# Boycott
Ne doit pas être confondu avec Embargo.
Pour l’article homonyme, voir Charles Cunningham Boycott.
Le boycott, boycottage ou encore, en français, la mise à l'index,, est le refus collectif et systématique d'acheter ou de vendre les produits ou services d'une entreprise ou d'une nation pour marquer une hostilité et faire pression sur elle.
Le terme boycott peut aussi s'utiliser pour désigner le refus collectif de participer à des élections ou à des événements.
Le boycott a pour but et pour effet de déranger et de nuire à autrui. Dans un État de droit fondés sur des préceptes comme « neminem laedere » qui interdisent de nuire à autrui, la question du boycott se trouve à la limite de la légalité et nécessite certaines formes de retenue.[Passage problématique]

## Origines du terme

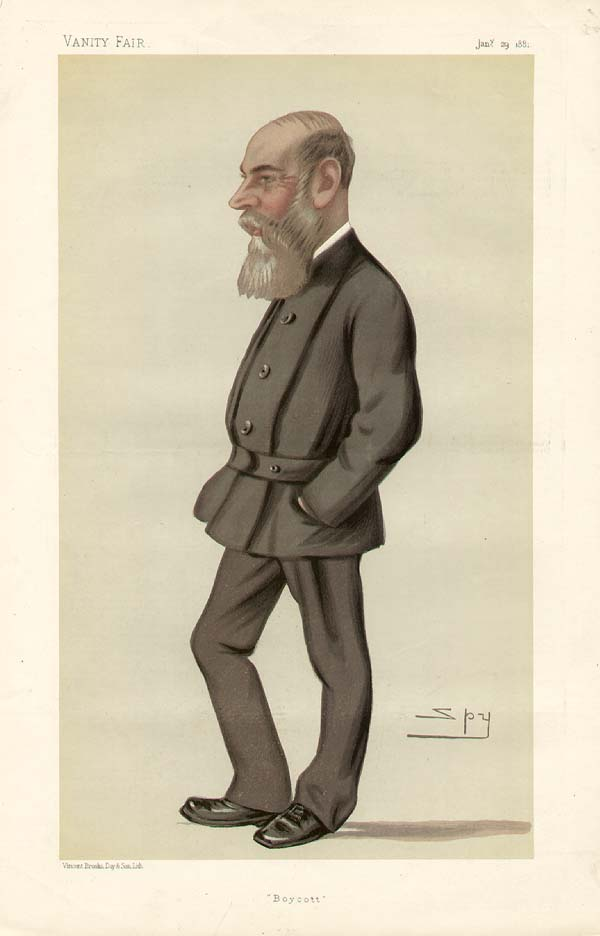
Caricature de Charles Cunningham Boycott.

Le terme vient du nom du britannique Charles Cunningham Boycott (1832-1897), intendant d'un riche propriétaire terrien du comté de Mayo, en Irlande de l'Ouest, durant le XIXe siècle : comme il traitait mal ses fermiers, il subit un ostracisme et un blocus de leur part en 1880. Le mot boycott se répandit par voie de presse et boycottage fit son entrée en France en 1881, officialisant une pratique qui existait depuis des siècles. Il a récemment été supplanté par boycott, comme dans le reste du monde francophone, à cause de la redondance du suffixe. Les deux formes, boycott et boycottage, coexistent aujourd’hui dans les dictionnaires usuels,,.

## Clarification terminologique
En dehors de son utilisation dans les affaires privées, le terme boycott peut également être utilisé entre États.
Au cours de l'Histoire et au fil du temps et suivant le contexte, les termes boycott et embargo ont pu couvrir des réalités variantes et différentes.
Dans les relations d’État à État, et dans une certaine compréhension du sens moderne, l'embargo concerne plus spécifiquement les exportations alors que le boycott concerne plus spécifiquement les importations. Le blocus est une mesure plus stricte que l'embargo qui se rapproche d'un État de guerre. Le terme d'embargo, plus souple, est une possibilité qui peut s’accommoder de la paix.
Le boycott et l'embargo peuvent être une manière de mise en œuvre de sanctions internationales ou de sanctions commerciales.
En droit privé, et au Québec, différents types de boycottages existent comme : boycott entre employés et employeurs, boycott entre industriel et commerçants, primary boycott et secondary boycott, boycott simple, boycott tripartite, boycott indirect.

## Historique

### 1879 en Irlande: origine du motboycott
Le premier boycott est répertorié en 1879 ; il est mis sur pied à l'appel de Charles Parnell, dirigeant de la Ligue agraire, qui le lança contre Charles Cunningham Boycott, intendant d'un riche propriétaire terrien qui traitait mal ses fermiers.

### XXesiècle— Mouvement d'émancipation juif
Le premier boycott de l'Empire tsariste eut lieu en 1900 à Bialystok : le Bund (Union générale des travailleurs juifs) lança un boycott des cigarettes de la manufacture de tabac Janovski. Dans un appel au public, le Bund dénonçait Fajwel Janovski, « juif pieux allant à la synagogue régulièrement », qui venait de licencier 45 jeunes filles juives. Ceux qui persistaient à acheter des cigarettes Janovski se les voyaient arrachées et brûlées. Le patron céda et réembaucha les jeunes femmes.

### Mouvement de libération indien
En Inde en 1930, le Mahatma Gandhi lance un boycott sur les impôts liés au sel, contre l'Empire britannique.

### 1933 — L'appel juif au boycott international de l'Allemagne
Le journal Daily Express de Londres du 24 mars 1933 paraît avec comme titre à la une :  « Judea Declares War on Germany! » (en français : « Les Juifs déclarent la guerre à l'Allemagne ! »).
Dans la suite de l'article, on peut lire « Les Juifs du monde entier se donnent la main, il y a un boycott des produits allemands et des manifestations de masse. Les tensions entre Juifs et Allemands ont eu une répercussion aussi étrange qu’inattendue : l’ensemble d’Israël à travers le monde se met à l’unisson pour déclarer une guerre économique et financière à l’Allemagne. Le premier cri à s’être fait entendre, c’est : « l’Allemagne persécute les Juifs », mais au train où vont les choses, on pourrait bien entendre monter une plainte du côté d’Hitler « les Juifs persécutent l’Allemagne ». »
L'Allemagne réagit en organisant le 3 avril 1933 la journée de boycott antisémite de 1933 en Allemagne contre les commerçants juifs, première manifestation antisémite d'envergure organisée par les nazis après leur arrivée au pouvoir.

### 1955 — Mouvement des droits civiques aux États-Unis
Le boycott des bus de Montgomery en 1955 à l'appel de Martin Luther King pour obtenir la fin de la discrimination raciale.

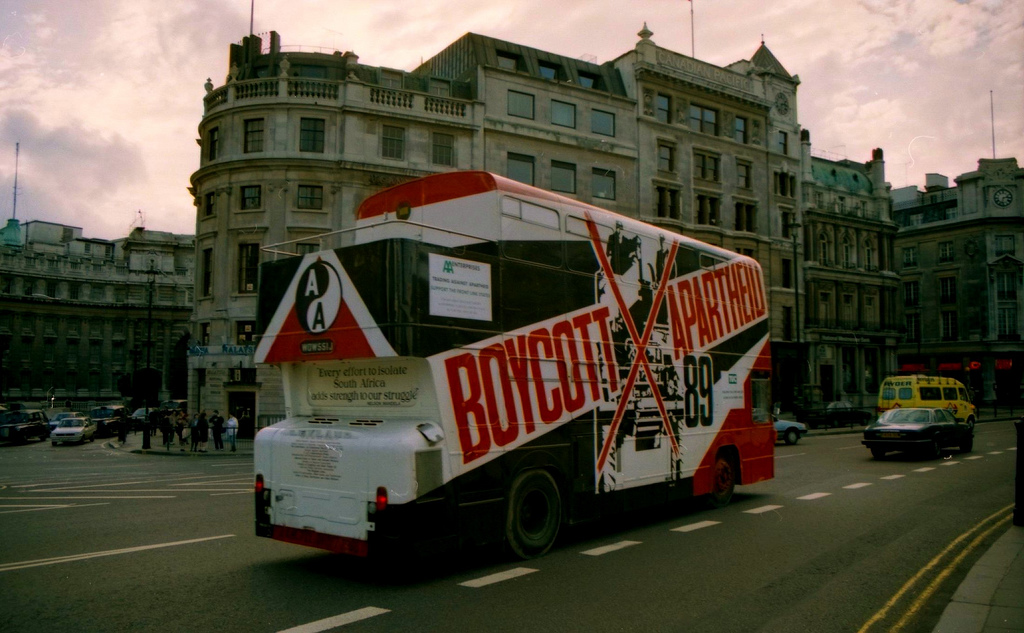
Un bus appelant au boycott de l'apartheid, à Londres, en 1989.

### Mouvement contre l'apartheid en Afrique du Sud
Pour mettre fin à l'apartheid, un boycott politique de l'Afrique du Sud se développe à partir des années 1970, avec l'exemple de la marque Outspan.
Le boycott sportif se matérialise aux Jeux olympiques, le Comité international olympique excluant l'Afrique du Sud des Jeux olympiques entre 1962 et 1992.
Et le cas de l'Afrique du Sud a conduit à une importante controverses à l'occasion des Jeux olympiques d'été de 1976 à Montréal. Deux semaines seulement avant le début de ces Jeux, l'équipe de Nouvelle-Zélande de rugby à XV entame une tournée (en) de trois mois et de 24 matchs en Afrique du Sud. Pour protester contre cette participation, 22 pays africains ont décidé de boycotter ces Jeux olympiques la veille de la cérémonie d'ouverture,. Le Guyana, l'Irak et huit autres pays africains ont rejoint le boycott dans les jours qui ont suivi et un total de 441 athlètes africains sont contraints de déclarer forfait.

### Politique étrangère américaine
Le boycott est organisé par les États-Unis (entraînant d'autres nations) en 1980 lors des Jeux olympiques de Moscou, pour protester contre l'intervention soviétique en Afghanistan. Opération réussie puisque 80 pays seulement y ont été représentés ; mais l'Union Soviétique (avec 13 autres nations) boycotte à son tour les Jeux olympiques de Los Angeles en 1984.

### Mouvement de libération palestinien
Depuis juillet 2005, la société civile palestinienne appelle aux boycott, désinvestissement et sanctions (BDS) contre Israël.

### Mouvement autonomiste tibétain contre la Chine
Certains Tibétains en exil appellent à un boycott des produits fabriqués en république populaire de Chine, car selon Jamyang Norbu, un écrivain tibétain en exil et partisan de l'indépendance du Tibet, ces produits sont fabriqués dans des camps de travaux forcés, dans des manufactures tenues par des militaires chinois, ou par une main-d'œuvre privée de ses droits.

## Boycott par des syndicats
La Cour suprême de Norvège a considéré illégal le projet de la Norwegian Confederation of Trade Unions et de la Norwegian Transport Workers' Union de boycotter une compagnie maritime, Holship Norge AS, qui voulait employer des salariés en dehors d'une convention collective cadre dans le port de Drammen. Cette décision juridique d'interdiction de boycott a été soutenue par la Cour européenne des droits de l'homme sur la base des motifs pertinents et suffisants dans les circonstances particulières de cette affaire et notamment la caractérisation de la nature et de l'objectif du boycott proposé.

## Boycott par des consommateurs
Un mouvement de boycott contre l’apartheid sud-africain a existé entre les années 1960 et 1990, et depuis en 2005, sur le même modèle, la campagne BDS incite à se détourner des produits et services israéliens.
Des applications telles que Boycott X, Boycat, No Thanks, Way Way Nay ou Boycott That! permettent aux consomateurs de scanner les produits pour identifier ceux qui sont liés à une action à laquelle ils s'opposent,. Boycott X recense les marques impliquées dans l'exploitation des Ouïghours en Chine, des d’enfants au Congo, et celles présentes dans les territoires palestiniens occupés. Concernant la légalité de ces applications, la Cour de cassation française s'est alignée sur l'arrêt Baldassi (2020) de la Cour européenne des droits de l'homme, selon lequel un boycott authentiquement argumenté sans appel à la haine relève de la liberté d’expression.

## Efficacité
Un boycott seul peut ne pas suffire à atteindre l'effet recherché, même s'il peut avoir un rôle déterminant comme dans le cas du boycott contre l'Afrique du Sud dont les mesures ont fortement participé à la fin de l'apartheid. L'efficacité dépend aussi des produits boycottés : avec la mondialisation des échanges, les boycotts perdent en efficacité à l'exception des boycotts de produits substituables.

## Légalité

### France
En France, l'UFC a été condamnée en 1969 et 1978 pour ses appels au boycott.
Différents types de boycott peuvent être illicites, notamment ceux fondés sur une discrimination raciale, une entente anticoncurrentielle, ou un abus de position dominante.

Le boycott peut constituer une discrimination envers une personne physique ou un membre d'une personne morale s'il réunit les conditions définies aux articles 225-1 et 225-2 du code pénal, c'est-à-dire si le boycott :

« constitue également une discrimination toute distinction opérée entre les personnes morales sur le fondement de l'origine, du sexe, de la situation de famille, de la grossesse, de l'apparence physique, de la particulière vulnérabilité résultant de la situation économique, apparente ou connue de son auteur, du patronyme, du lieu de résidence, de l'état de santé, de la perte d'autonomie, du handicap, des caractéristiques génétiques, des mœurs, de l'orientation sexuelle, de l'identité de genre, de l'âge, des opinions politiques, des activités syndicales, de la capacité à s'exprimer dans une langue autre que le français, de l'appartenance ou de la non-appartenance, vraie ou supposée, à une ethnie, une Nation, une prétendue race ou une religion déterminée des membres ou de certains membres de ces personnes morales. »

La Cour de cassation confirme cette analyse dans son arrêt du 20 octobre 2015, concernant le boycott de produits israéliens : « La provocation à la discrimination ne saurait entrer dans le droit à la liberté d'opinion et d'expression dès lors qu'elle constitue un acte positif de rejet, se manifestant par l'incitation à opérer une différence de traitement à l'égard d'une catégorie de personnes. »
Cette analyse de la Cour de cassation a été invalidée par les juges de la Cour européenne des droits de l'homme, qui ont condamné à l'unanimité la France le 11 juin 2020 dans cette affaire, sur le fondement de la violation de l'article 10 de la Convention européenne des droits de l'homme, protégeant la liberté d'expression.
Ainsi, si on peut inciter au boycott, cela ne doit pas constituer une discrimination prévue aux articles 225-1 et 225-2 du code pénal. Le boycott paraît, par exemple, licite tant qu'il s'agit, individuellement ou sous l'appel d'une organisation légalement constituée, de ne pas consommer les produits provenant d'une certaine marque affiliée à un groupe industriel, si n'est pas en cause une des discriminations visées par le code pénal.

### Suisse
Se basant sur le Code civil suisse, le Tribunal fédéral a jugé en 1960 que :

« Le boycott viole le droit de la personnalité tendant au libre exercice d'une activité économique ; il est donc en principe illicite. Seul n'agit pas d'une manière contraire au droit celui qui, par le moyen du boycott, défend des intérêts légitimes manifestement prépondérants et qu'il ne peut sauvegarder d'aucune autre manière […] La preuve des motifs justifiant le boycott incombe à l'auteur de celui-ci. »

En 1975, un appel au boycott contre une boucherie à laquelle il était reproché de ne pas respecter les règles d'hygiène et de formation a été jugé illicite,. Les personnes affirmaient avoir alerté une autorité sans succès. Selon le tribunal, ils auraient encore dû saisir l'autorité supérieure avant de pouvoir recourir à la menace d'un boycott.

### Norvège
En Norvège, en 2021, un projet de boycott d'une entreprise par des travailleurs a été considéré illégal.

### Israël
L’État d'Israël s'est doté d'une loi antiboycott.